# Biograf
Ein Biograf oder Biograph (von altgriechisch βίος bíos „Leben“ und γράφειν gráphein „schreiben“) ist der Verfasser einer Lebensbeschreibung (Biografie) als Fachhistoriker, Sachbuchautor, Familienforscher, als Literat oder Laie. Biografen widmen sich in ihrer Arbeit der Bewahrung von Lebensgeschichten in Schrift, Bild, Ton oder anderer Form und können Schriftsteller, Autoren (auch Ghostwriter), Hörbuchproduzenten und Filmemacher sein.
Als erster antiker Biograf im engeren Sinn lässt sich im vierten vorchristlichen Jahrhundert der Grieche Xenophon ansehen.
Der literarische Biograf befasst sich mit dem Erstellen von Werken, deren Bandbreite von historisch-biografischen Romanen über Nachdichtungen eines Lebenslaufes bis zu fiktiv-biografischen Historienromanen reicht. 
Eine Biografie muss nicht zwangsläufig erst nach dem Tod einer Person verfasst werden, insbesondere bei Politikern, Künstlern oder sonstigen Personen des öffentlichen Lebens werden oftmals bereits zu Lebzeiten Biografien verfasst. Hier ist die Grenze zur Autobiografie fließend, wenn der Text vom Biografen im Auftrag der behandelten Person und/oder in Zusammenarbeit mit ihr verfasst wird. 